# Alireza Shapour Shahbazi
Alireza Shapour Shahbazi (4 de setembre de 1942 Shiraz - 15 de juliol de 2006 Walla Walla, Washington) (en persa: علیرضا شاپور شهبازی) va ser un destacat arqueòleg persa, iranòleg i expert mundial en arqueologia aquemènida. Shahbazi va obtenir una llicenciatura en arqueologia de l'Àsia Oriental i un màster en SOAS. Es va llicenciar en arqueologia aquemènida per la Universitat de Londres. Va ser professora d'arqueologia i iranologia aquemènida a la Universitat Harvard. També va ser professor titular d'arqueologia a la Universitat de Shiraz i va fundar a Persèpolis l'Institut de Recerca Aquemènida el 1974. Després de la revolució islàmica, es va traslladar als Estats Units, primer ensenyant a la Universitat de Colúmbia i després esdevenint professor titular d'història a la Universitat de l'East Oregon.
Mentre treballava a Columbia, Shahbazi es va involucrar en la formació de l'Encyclopædia Iranica. Shahbazi, que també va ser editor associat visitant fins al 2003, també va escriure 76 articles de diferents temes sobre els períodes aquemènides, arsàcides i sasànics de l'Iran.
Shahbazi va escriure nombrosos llibres i articles clàssics sobre arqueologia (aquemènida, sassànida i islàmica) en anglès, alemany, francès i en llengua persa. Va morir el 15 de juliol del 2006 després d'una llarga batalla contra el càncer. Va ser traslladat a Shiraz i enterrat als memorials que envolten la tomba de Hafez.